# Celastrina pseudargiolus
Celastrina pseudargiolus är en fjärilsart som beskrevs av Jean Baptiste Boisduval 1833. Celastrina pseudargiolus ingår i släktet Celastrina och familjen juvelvingar. Inga underarter finns listade i Catalogue of Life.